# Турсункулов, Хамракул
Хамракул Турсункулович Турсункулов (часто отчество не указывается; 29 февраля (12 марта) 1892, кишлак Вуадиль, ныне Ферганского района Ферганской области Узбекистана — 9 августа 1965, Янгиюльский район Ташкентской области) — знаменитый председатель колхоза «Звезда Востока» в Узбекской ССР, СССР.
Единственный трижды Герой Социалистического Труда, связанный с сельским хозяйством (1948, 1951, 1957), один из видных организаторов колхозного производства, почётный член Академии сельскохозяйственных наук Узбекской ССР (1957).

## Биография
Родился 29 февраля (12 марта) 1892 года в кишлаке Вуадиль (ныне — Ферганский район Ферганской области Узбекистана) в крестьянской семье. Узбек.
Участвовал в Гражданской войне и в установлении Советской власти в Узбекистане в 1918—1921 годах. После победы большевиков находился на советской и хозяйственной работе. В 1935 стал председателем хлопководческого колхоза «Шарк Юлдузи» («Звезда Востока») Янгиюльского района Ташкентской области, который после смерти был назван его именем.
Член КПСС с 1945 года. Был делегатом XX, XXI и XXII съездов КПСС, депутатом Верховного Совета СССР II—VI созывов, в 1958—1962 годах избирался членом Президиума Верховного Совета СССР.
Жил в Янгиюльском районе Ташкентской области Узбекистана. Скончался 9 августа 1965 года. Похоронен на мемориальном кладбище «Чигатай» в Ташкенте.

## Награды
- Указом Президиума Верховного Совета СССР от 27 апреля 1948 года Турсункулову Хамракулу присвоено звание Героя Социалистического Труда с вручением ордена Ленина и золотой медали «Серп и Молот»[1].
- Указом Президиума Верховного Совета СССР от 31 мая 1951 года Турсункулов Хамракул награждён второй золотой медалью «Серп и Молот»[2].
- Указом Президиума Верховного Совета СССР от 13 января 1957 года Турсункулов Хамракул награждён третьей золотой медалью «Серп и Молот»[3].
- Награждён 6 орденами Ленина (25.12.1944[4], 23.01.1946, 19.03.1947, 27.04.1948, 07.07.1949, 13.06.1950), двумя орденами Трудового Красного Знамени (06.02.1947, 16.01.1950[5]), орденом «Знак Почёта» (01.03.1965), а также медалями СССР. Ему вручались 4 медали ВСНХ.
- Медаль «За доблестный труд в Великой Отечественной войне 1941—1945 гг.» (6.06.1945)
- Орден «Знак Почёта»

## Память
Им написаны книги «Дорогу осилит идущий» (1959) и «Страницы жизни» (1964).